# Fontvieille, Monaco
Fontvieille är ett distrikt i Monaco.  Fontvieille ligger 9 meter över havet och antalet invånare är 3 602.